# Тау-крест
Тау-крест или Антониев крест — крест, состоящий из вертикальной перекладины, соединённой верхним торцом с центром перекладины горизонтальной, известен также как Антониевский крест. Это название крест получил в честь основателя христианского монашества Антония Великого, жившего в IV веке. Другие названия: крест виселицы (из-за схожести своей формы с конструкцией виселицы тех времён), египетский крест, crux comissa. Название тау-крест получил по имени греческой буквы «тау» или «Т», которая, в свою очередь, берёт своё происхождение от финикийской «тав», имеющей X-образную форму.

## Значения
Известные значения буквы в разных алфавитах:
- Финикийский: крест, отметка, знак.
- Протоханаанский: крест.
- Протосинайский: отметка, знак.

В качестве креста означает жизнь, ключ верховной власти и нисхождение духа в материю.

## Тау-крест в христианстве
Будучи последней, двадцать второй буквой еврейского алфавита, в Библейские времена буква «тау» («тав») стала означать конец света, а также служила знаком Каина. В иудейской традиции тау-крест наносился израильтянами на дверные косяки в ночь первой еврейской Пасхи в Египте, чтобы защитить свои дома от Ангела Смерти. И, поскольку тау входит в анх, являясь его нижней частью, эта идея, вероятно, была заимствована у египетского обычая отмечать косяки дверей знаком анх — защищающим жизнь символом удачи.
Согласно Ветхому Завету, Моисей воздвиг медного змея в пустыне на тау-кресте. Увековечивающая данное событие скульптура «Посох Моисея», находящаяся на горе Нево в Иордании, имеет форму символа тау, опоясанного змеем.
Тау-крест выступает и в качестве креста-распятия. Большинство исследователей полагает, что именно на таком кресте был распят Иисус Христос, в связи с тем, что тау-крест применялся для пытки и умерщвления в южных и восточных частях Римской империи. На этом прямо указывает так называемое «Послание Варнавы» (начало II века), а позже Тертуллиан. Изображение распятия на языческой карикатуре, относящейся к III веку и найденной при раскопках Палатинского холма в Риме в 1857 году, имеет также форму буквы «Т».
Символ тау известен как крест святого Антония в Египте (начало IV века) и крест Франциска Ассизского (начало XIII века). Ныне это один из атрибутов францисканского ордена. Иероним Босх изображает Антониевский крест на своем алтарном триптихе «Искушение святого Антония».

## Тау-крест в искусстве
Подобный крест использовали в своих работах многие художники, например:
- Джотто ди Бондоне («Распятие» 1306 г.);
- Конрад Виц («Распятие» 1444 г.);
- Рогир ван дер Вейден (триптих «Семь таинств» 1445—1450 г., «Распятие» 1454 г.);
- Ян ван Эйк (диптих «Распятие» 1425—1430 г.);
- Иероним Босх (в частности, на картине «Распятие с донатором» 1480—1485 г. и триптихе «Распятая мученица» 1500—1503 г., известном также, как «Мученичество Святой Либераты», на котором также изображён и святой Антоний с вышитым на одежде тау-крестом);
- Антонис ван Дейк («Христос на кресте» 1628—1630 г.);
- Фёдор Бронников («Проклятое поле» 1878 г.)
- Николай Ге («Распятие» 1884, «Распятие» 1892 и «Распятие» 1894 годов).
- Бексиньский, Здзислав (Различные работы)

## Тау-крест в мифологии и оккультизме
Наряду с анхом тау-крест был распространенным знаком в Древнем Египте, где обозначал плодородие и жизнь. Наносился на лоб каждого участника мистерий Митры (бога солнца у зороастрийцев и индийцев).
Тау-крест занимал большое место в религии друидов — такой крест, изготовленный из дубовых веток, либо брёвен, олицетворял друидического бога дерева, известного под именем Ху (Ху Гадерна). Примечательно также, что символом Ху являлся змей, что отсылает к Моисею и Библейскому медному змею.
У языческих германцев и кельтов тау-крест иногда обозначал божественный деревянный молоток или двуглавый молот бога дождя.
В каббалистической трактовке тау имеет значение «небо». Нумерологически представляется числом 400.

### Т-символ в религии черкесов
Т-символ называется символом традиционной религии черкесов (адыгов): горизонтальная черта символизирует «самый высший, божественный уровень, который везде и над всем, и над которым нет ничего», вертикальная черта — единый мир. В XVIII веке итальянский католической монах Минай Медичи писал:

В разных местах близ деревьев втыкают деревянные шесты, нечто вроде пастырских жезлов, которые называют тапши ....   В какой бы нужде они ни были, невозможно, чтобы, не сойдя с лошади и без преклонения, проследовали бы мимо этой тапши, где к тому же, произносят нечто вроде молитвы. Они, по-видимому, всегда просят успеха в своем деле и очень благоговеют пред совершением духовных дел... При всех случаях молятся так: Т’санып у г’семут’о ашнемджыр ц’фыр г’семт’о т’hлкнып, т. е.: “Если ты не дашь нам нашего счастья, никакой человек не может дать нам наше счастье”.

Джордж Лонгворт в середине XIX века описывал «Т-символ, установленный в обрядовой роще»; Жан-Батист Тавернье в своем описании религиозных обрядов Черкесии в XVII веке описывал Т-символ как «крест в форме молотка». Леонтий Люлье в 1840-е годы писал о нём следующее: «Единственный символ предмета поклонения их есть деревянный крест особой формы, в виде буквы Т, прислоненный к дереву». Эдмонд Спенсер в 1836 году писал следующее о символе: «Я наблюдал эмблему, когда проходил через их священные рощи в долине Адлера, более похожую на Т, чем на крест; говорили, что она была чрезвычайно древней».
По мнению Самира Хамидовича Хотко, Лонгворт описывал обряд почитания божества Созреша (Сеозоереса). Однако символом Созреша является ветвь боярышника с семью ответвлениями, которая устанавливается на праздник Зимнего Солнцестояния, отмечаемый 22 декабря, называемый Дыг'ег'азе (Дыгъэгъазэ), а также Созреш, Сеозерес (Созрэш). Лонгворт же описывал праздник, проводящийся в конце сентября, то есть Тхашхо-гухьаж, праздник единения с Тхьа (Тхьэшхеэгухьэж), когда действительно устанавливается Т-символ.